# 格雷厄姆·里德
格雷厄姆·里德（英語：Graham Reid，1964年4月9日—），澳大利亚男子曲棍球运动员。他曾代表澳大利亚国家队参加1988年和1992年夏季奥林匹克运动会曲棍球比赛，其中1992年奥运会获得一枚银牌。